# Адольф Ерік Норденшельд
Норденшельд Нільс Адольф Ерік (1832-1901) — шведський полярний дослідник, геолог, географ, історик, картограф.

## Життєпис
1858—1873 — здійснив декілька експедицій на Шпіцберген.
1870, 1883 — керував експедиціями в Гренландію.
Першим у 1878—1879 рр. на кораблі «Вега» проплив Північно-Східним проходом із Атлантичного океану в Тихий з однією зимівлею.
Довів, що Гольфстрім досягає північного узбережжя Шпіцбергену.
Його ім'ям названо архіпелаг на північ від Таймиру, затоки Нової Землі і Північно-Східного Шпіцбергену, півострів Західного Шпіцбергену (Земля Норденскьольда), мис та льодовик на Новій Землі, острови на північний схід від острова Діксон.
На його честь названо астероїд 2464 Норденшельд.